# 2,4-ジニトロフェノール
2,4-ジニトロフェノール（英: 2,4-Dinitrophenol、DNP）は有機化合物の一つ。黄色結晶性固体で、甘く黴臭い臭気を持つ。昇華性がある。ほとんどの有機溶媒や、アルカリ性の溶液に溶ける。酸化的リン酸化を脱共役化し、ATPの発生しないエネルギーの急速な消費を行う。自然界には存在しない人工の化合物である。
2,4-ジニトロクロロベンゼンの加水分解によって合成される。

## 工業利用
主に防腐剤として用いられる。硫化染料・ジノセブやジノテルブなどの除草剤・現像液・爆薬の原料となる。

## 生理作用
細胞内のプロトンに対するイオノフォア（プロトノフォア）として機能し、ATP合成酵素を通さずにミトコンドリアや葉緑体の内膜からプロトンを流出させる。膜間のプロトン濃度勾配が失われることでプロトン駆動力が減少し、細胞のATP生産力が減少する。失われたエネルギーは熱に変換される。効果は用量依存的で、多量に投与するほどATP合成効率は落ちる。酸化的リン酸化の脱共役剤としては最もよく知られたものである。
生化学領域では、化学浸透や他の膜輸送プロセスが関わる生体エネルギー論的研究でよく用いられる。

### 抗肥満薬
1933年に、スタンフォード大学のCuttingとTainterがDNPの強力な代謝促進作用を発見すると、瞬く間に抗肥満薬としての利用が広まった。Tainterは、この最初の年に米国だけでも10万人以上が服用したと推定しており、諸外国でも同様に用いられた。
通常、人体に対するDNPの作用の限界はATPの枯渇ではなく、脱共役作用に伴う体温の上昇である。このため、過剰摂取は致命的な熱中症を招く。これに照らして、臨床的に用いる場合は、個人の耐性に合わせて少量ずつ用いる必要があるとされていた。
ヒトにおける急性致死量は20–50 mg/kgである。危険な副作用と急激な白内障への懸念から、米国では1938年には抗肥満薬として用いられることはなくなった。だが現在でも、脂肪を急激に落とすために用いているボディビルダーやアスリートが存在するとみられる。致命的な過剰摂取は珍しいが、稀に報告される。これには事故による曝露・自殺・意図的な過剰服用などが含まれる。
現在では、抗肥満薬としての利用は危険すぎるとみなされているが、その作用機序は潜在的に有用であるとみられ、研究が行われている。現在では、ヒト体内で合成され、同様の役割を果たす脱共役タンパク質が発見されている。
英国食品基準庁はDNPを"深刻な急性・慢性毒性を持つ工業用化学薬品で、人の健康に対して非常に危険である"としている。消費者に対しては"人の利用に適しておらず、DNPを僅かでも含む製品は摂取すべきでない"としている。
2004年には、22歳の男性が抗肥満薬として摂取したDNPによって死亡した。2012年のイギリスでも摂食障害を患った女子学生が同様に死亡し、2013年のポーランドでも、これと似た状況で20歳の女性が死亡している。 この物質はインターネットで販売されている。

### 薬物動態
薬物動態に関する情報は限られており混乱している。アメリカ合衆国環境保護庁は"DNPとその代謝産物に対する消失速度データは見つからない"としている。アメリカ毒性物質・疾病登録庁 (ATSDR) のToxicological Profileでは"ヒトの経口摂取に関する研究データはなく、動物実験データも限られている"としているが、"肝機能が損なわれている場合を除き、身体からの排泄は急速である"とも書いている。これはNEJMによる"代謝応答から判断すると、DNPは3-4日で血中から完全に除去される。肝・腎に障害がある場合はこれより時間がかかるかもしれない"という評価と一致している。だが、最近の研究では奇妙な結果が得られており、測定された半減期は3時間から5–14日まで幅がある。このため、他の論文では、ヒトにおけるDNPの血中半減期は不明であるとしている。
さらなる研究が必要ではあるが、ある報告では、DNPによる熱中症をダントロレンの投与で治療することに成功したことが指摘されている。酸化的リン酸化の脱共役によりミトコンドリア内のカルシウムが放出され、再取り込みが阻害される。細胞質内のカルシウム濃度が高まることで筋肉の収縮が起こり熱が発生する。ダントロレンはカルシウム放出を阻害して筋弛緩作用を示し、熱の放出を抑える。ダントロレンの投与にはリスクが少なく、酸化的リン酸化の脱共役による熱中症の治療に効果的である可能性がある。投与が早いほど予後は改善するとされている。

## 安全性
アルカリ金属やアンモニアとの間で爆発性の塩を作る。また、加熱によって分解し、窒素酸化物の有害な煙を出す。